# Альварес, Йерай
Йера́й А́льварес Ло́пес (исп. Yeray Álvarez López, испанское произношение: [ɟʝeˈɾaj ˈalβaɾeθ]; род. 24 января 1995[…], Баракальдо, Страна Басков) — испанский футболист, защитник клуба «Атлетик Бильбао».

## Биография
Родился в Баракальдо. В системе Атлетика с 13 лет. В сезоне 2012/13 принимал участие в турнире NextGen Series 2012/2013. До 2016 года выступал за клубы «Баскония» и «Бильбао Атлетик». В первой команде дебютировал 15 сентября 2016 года в матче Лиги Европы против итальянского «Сассуоло». Его первое появление в Ла Лиге состоялось через три дня. Йерай заменил Энеко Боведу, внеся свой вклад в победу своей команды над «Валенсией» (2:1).
23 декабря 2016 года клуб объявил, что Альваресу был поставлен диагноз рак яичек. 4 февраля 2017 года через 46 дней после операции он вышел на поле в игре против «Барселоны» и отыграл все 90 минут. Через пять дней Альварес продлил контракт с клубом до 2022 года.
12 июня 2017 года в результате обследования были обнаружены дальнейшие злокачественные аномалии, в результате чего игроку пришлось пройти химиотерапию. По возвращении в учебный центр клуба в следующем месяце его приветствовали все одноклубники, в знак солидарности обрившиеся налысо. После курса терапии прошло почти семь месяцев, прежде чем Альварес сыграл в официальном матче.

## Достижения
«Атлетик Бильбао»
- Обладатель Кубка Испании: 2023/24
- Обладатель Суперкубка Испании: 2021